# Ash (Surrey)
Ash – wieś w Anglii, w hrabstwie Surrey, w dystrykcie Guildford. Leży 51 km na południowy zachód od centrum Londynu. Miejscowość liczy 17 549 mieszkańców.